# Ковеси (Жирардовський повіт)
Ковеси (пол. Kowiesy) — село в Польщі, у гміні Мщонув Жирардовського повіту Мазовецького воєводства.
Населення — 34 особи (2011).
У 1975-1998 роках село належало до Скерневицького воєводства.

## Демографія
Демографічна структура станом на 31 березня 2011 року:
|          | Загалом | Допрацездатний вік | Працездатний вік | Постпрацездатний вік |
| -------- | ------- | ------------------ | ---------------- | -------------------- |
| Чоловіки | 13      | 3                  | 9                | 1                    |
| Жінки    | 21      | 7                  | 10               | 4                    |
| Разом    | 34      | 10                 | 19               | 5                    |